# Барыны (крымские татары)
Бары́ны (крымскотат. Barın) — тюркский род, один из четырёх сильнейших бейских родов Крымского ханства — карачи-беков, которые могли утверждать крымских ханов на престоле и состояли в государственном совете этого государства, на котором решалась внешняя политика Крыма.
Барыны были в числе тех бейских родов Крымского улуса, которые в результате совещания решили пригласить из Литвы наследника Чингисхана — Хаджи I Герая, который скрывался там после смерти Джанике и ослабления его положения в Крыму, уже полностью обособившегося от Орды во время правления Джанике. Так, к великому князю литовскому Казимиру прибыло посольство от родов Барын и Ширин. Они объяснили Казимиру, что хотят видеть Хаджи Герая своим ханом. Хаджи Герай был приглашён Казимиром в Киев из Лиды, встретился там с бейскими послами, а затем вместе с ними отправился в Крым. Когда Хаджи Герай достиг Крыма, все беи и мирзы во главе с Тегене присягнули ему как правителю.
Роды Барын, Ширин, Аргун, Кыпчак считаются давними элями Тохтамыша. Под именем бахрин-барын были известны монгольские племена правого крыла, вошедшие в родоплеменную структуру Золотой Орды в XIV веке. У бахринов эпохи Тохтамыша иль располагался в правом крыле Золотой Орды.